# Albin Rohrmoser
Albin Rohrmoser (* 16. Dezember 1936 in Sankt Johann im Pongau; † 18. Juni 1994 in Salzburg) war ein österreichischer Kunsthistoriker und von 1979 bis 1994 Direktor des Salzburg Museums.

## Leben
Albin Rohrmoser stammte aus einfachen Verhältnissen: Sein früh verstorbener Vater Franz war Arbeiter in dem Eisenwerk Sulzau. Nach der Pflichtschule trat er in die Bundeslehrerbildungsanstalt ein und legte 1957 hier die Matura, die zugleich die Befähigung zum Volksschullehrer einschloss, ab. Im Anschluss daran war er im Dienst des Landesschulrates Salzburg und wurde als Aushilfslehrer in Obereching, Unken und Hollersbach im Pinzgau beschäftigt. 1958 trat er aus dem Schuldienst aus und ging als Werkstudent nach Wien. Zuerst wollte er Künstler werden und studierte ein Jahr an der Akademie für angewandte Kunst. Danach wechselte er an die Universität Wien und studierte hier Kunstgeschichte und Archäologie; seine akademischen Lehrer waren Otto Demus, Otto Pächt und Karl Maria Swoboda. Durch ein Stipendium des Bundesministeriums für Unterricht konnte er 1963/64 einen Studienaufenthalt in Spanien finanzieren. Dabei interessierte er sich vor allem für den spätgotischen Retabelmaler Fernando Gallego. Zurückgekehrt nach Salzburg, wurde er wissenschaftliche Hilfskraft am Kunsthistorischen Institut der Universität Salzburg bei Hans Sedlmayr. 1966 ging er nochmals nach Wien und wurde dort 1967 mit einer Dissertation über Fernando Gallego zum Doktor der Philosophie promoviert. In der Folge war er als Reiseführer für „Akademische Reisen“ tätig.

## Werk
Nach seiner Verheiratung und drei Kindern ging er nach Salzburg zurück und suchte dort eine Anstellung. 1969 bewarb er sich um die Stelle eines Kunsthistorikers am SMAC, die durch den Wechsel des früheren Stelleninhabers, Franz Fuhrmann, an die Universität frei geworden war. Am 1. Februar 1970 konnte er seinen Dienst als Kustos der Kunsthistorischen Abteilung des SMCA antreten. Nach seiner Ernennung nahm er die Vorbereitung zweier Ausstellungen zum Thema „Spätgotik in Salzburg“ in Angriff. Im Sommer 1972 konnte der erste Teil dieser Ausstellung unter dem Titel „Malerei der Spätgotik“ in Salzburg realisiert werden. Im Sommer 1976 folgte der zweite und mit etwa 100.000 Besuchern überaus erfolgreiche Teil über „Plastik der Spätgotik“.
Ein weiterer Schwerpunkt seiner Tätigkeit war die Kunst des 20. Jahrhunderts. Ein Beispiel dafür ist seine Auseinandersetzung mit dem Maler Herbert Stejskal. Zu Beginn der 1970er Jahre war er aktiv an der Gründung der „Gruppe 73“ beteiligt. 1981 wurde er zum Präsidenten des Salzburger Kunstvereins gewählt.
1979 wurde er Direktor des SMCA. In dieser Funktion rief er die „Museumsgespräche“ ins Leben, durch die den Teilnehmern die „Kunst des Sehens“ nahegebracht werden sollte. Ein Höhepunkt seiner Tätigkeit als Direktor war die Gestaltung der Feier zum 150-jährigen Bestehen des SMCA 1985. Festredner war Wilfried Seipel, damals Direktor des Oberösterreichischen Landesmuseums. In seiner Zeit konnten auch die Museumsbestände beachtlich erweitert werden. Unter ihm wurde ab dem 1. Jänner 1984 das Salzburger Freilichtmuseum, das von Kurt Conrad aufgebaut wurde, eröffnet. Die Archivbestände des Museums 1994 wurden dem Salzburger Stadtarchiv übergeben. Unter seiner Regie wurde auch die „Monographische Reihe zur Salzburger Kunst“ geschaffen, bei der sich jeder Band einem Salzburger Künstler widmet. Von ihm wurde auch die Idee der Monatsblätter („Das Kunstwerk des Monats“) 1988 entwickelt; jedes Monatsblatt stellt eine kleine Monographie zu einem Kunstwerk oder einem Künstler dar und ist in dieser Form einmalig im deutschen Sprachraum.
In sein Direktorat fallen auch Bemühungen um eine Verbesserung der räumlichen Situation des Museums. Zuerst konnte er 1984 das an das Museum anschließende und leerstehende Stadtkino für eine zeitgenössische Ausstellung („Sammlung Lenz“) requirieren; die Pläne über eine dauerhafte Erweiterung zerschlugen sich aber und das Gebäude wurde von der lokalen „Szene“ eingenommen. Auch die Idee eines „Museums im Felsen“ – geplant war, für ein Guggenheimmuseum eine Kaverne im Mönchsberg auszuhöhlen – konnte nicht realisiert werden. Ebenso war sein Bemühen, im Toskanatrakt der Residenz das Museum unterzubringen, erfolglos; hier ist nun die Juridische Fakultät der Universität beheimatet. 1993 konnte er noch eine Ausstellung über Ferdinand Georg Waldmüller, die eigentlich für das Obere Belvedere konzipiert war, dort aber wegen Umbauarbeiten nicht gezeigt werden konnte, nach Salzburg bringen und dann auch nach Innsbruck weiterleiten. Die Ausstellung brachte eine Steigerung der Besucherzahlen mit sich und war ein finanzieller Erfolg. Da sie aber nicht zuvor in dem Museumsbudget eingeplant war, verweigerte der Verwaltungsrat des Museums 1993 die Zustimmung zum Jahresabschluss.
Diese Querelen, mit denen er in den letzten Jahren seines Lebens zu kämpfen hatte, waren seiner Gesundheit nicht förderlich. Bereits vorgeschädigt, erlag er am 18. Juni 1994 nach Rückkehr von einer zweiwöchigen Studienreise nach Spanien einem Herzinfarkt. Für seine Totenrede hatte er zu Lebzeiten Nikolaus Schaffer ausgewählt. Rohrmoser ist im Salzburger Kommunalfriedhof begraben.

## Schriften
- Albin Rohrmoser: Meister der Virgo inter Virgines. Der Salzburger Marienaltar um 1470/1500. Kunstwerk des Monats, Salzburg Museum 1993.
- Albin Rohrmoser: Salzburg zur Zeit der Mozart.  Dommuseum, Salzburg 1991, ISBN 978-3-901014-12-3.
- Liselotte von Eltz-Hoffmann & Albin Rohrmoser: Wilhelm Kaufmann. Ein Salzburger Maler. Taschenbuch, Salzburg 1991, ISBN 978-3-901014-09-3.
- Joachim Hertlein; Albin Rohrmoser; Marianne Mehling: Florence and Tuscany (= Phaidon Cultural Guide). Phaidon Press Ltd., London 1986, ISBN 978-0-7148-2389-8.
- Albin Rohrmoser: Anton Faistauer (1887–1930). Abkehr von der Moderne. Untersuchung zur Stilentwicklung. (= Monografische Reihe zur Salzburger Kunst, Bd. 6). Salzburger Museum Carolino Augusteum, Salzburg 1987.
- Albin Rohrmoser: Der Maler Josef Schulz 1893–1973. Mit einer biographischen Einführung von Karl Heinz Ritschel. (= Monografische Reihe zur Salzburger Kunst, Bd. 3). Salzburger Museum Carolino Augusteum, Salzburg 1986.
- Albin Rohrmoser: Herbert Stejskal – Werkprozesse. Galerie Welz, Salzburg 1985. ISBN 978-3-85349-108-9.
- Rohrmoser Albin & Erich Tischler: Meisterwerke aus dem Salzburger Museum Carolino Augusteum. Mit Fotos von Erich Tischler. Dr.-Haus-Nonntal-Bücherdienst, Salzburg 1984.
- Albin Rohrmoser: Georg Jung. 1899–1957. Anlässlich der 94. Sonderausstellung (= Monografische Reihe zur Salzburger Kunst, Bd. 2). Salzburger Museum Carolino Augusteum, Salzburg, 1982.
- Albin Rohrmoser: Albert Birkle. Ölmalerei und Pastell (= Monografische Reihe zur Salzburger Kunst, Bd. 1). Salzburger Museum Carolino Augusteum, Salzburg 1980.
- Albin Rohrmoser & Thomas Zaunschirm: Walter L. Brendel. Ölbilder – Plastiken – Collagen – Gouachen – Farbabdruckmonotypien und Zeichnungen von 1946 bis 1979. Salzburger Kunstverein, Salzburg 1980.
- Rohrmoser, Albin: Meister der Großgmainer Flügelbilder. In: Neue Deutsche Biographie 16, 1990, S. 713–714.